# Bedy Vince
Bedy Vince (Gyirmót, 1866. március 31. – Győr, 1938. december 24.) nagyprépost, történész.

## Élete
Gimnáziumi tanulmányait a győri bencés főgimnáziumban, a hittudományi főiskolát Bécsben végezte. 1889-ben Zalka János győri püspök szentelte pappá, majd Győr-Szigetbe helyezte káplánnak. 1892-től püspöki szertartó lett. 1895-től a Győri Hittudomány Intézetben, 1898-tól pedig a püspöki tanítóképzőben egyháztörténetet és kánonjogot tanított.
Miután diáktársa és barátja, Széchenyi Miklós lett a győri püspök, irodaigazgatóvá nevezte ki. 1905-től kanonok lett. Az új püspök, Várady Lipót Árpád 1911-ben a szeminárium rektorává nevezte ki. A káptalan élére 1933-ban került, mikor XI. Piusz pápa nagypréposttá nevezte ki. Egyik fő szervezője és előkészítője volt az 1935. évi egyházmegyei zsinatnak.
Győrről számos tanulmányt és könyvet írt. 1910-től a Kisfaludy Irodalmi Kör tagja, alelnöke, majd társelnöke volt. Alapítója volt a Győr Barátai Körének. 1931-ben a Győri Képző- és Iparművészeti Társulat választotta elnökévé. 1904-től Győr város törvényhatósági bizottságának tagja, 1934. február 15-től Győr város felsőházi küldötte lett.

## Emlékezete
- Emléktábla, Győr[1]

## Művei
- 1893 A cultus disparitas mint házassági akadály. Győr
- 1930 A győri nemzeti rajziskola története. Győr
- 1931 A győri szegyház ének- és zenekarának rövid története. Győr
- 1931 A pápóczi prépostság története. Győr
- 1932 A Szent Adalbert vértanú püspök tiszteletére alapított győrhegyi prépostság története. Győr
- 1934 A felsőörsi prépság tört. A veszprémi egyházmegye múltjából 3. Veszprém
- 1936 A győri székesegyház története. Győr
- 1937 A győregyházmegyei papnevelés története. Győr egyházmegye múltjából 2. Győr
- 1938 A győri székeskáptalan története. Győr
- 1939 Győr katolikus vallásos életének múltja. Győr egyházmegye múltjából 5. Győr
- 1939 A pápóci prépostság és perjelség története. Győr egyházmegye múltjából 6. Győr